# Веселинівська селищна рада
Весели́нівська се́лищна ра́да — орган місцевого самоврядування в Веселинівському районі Миколаївської області. Адміністративний центр — селище міського типу Веселинове.

## Загальні відомості
- Веселинівська селищна рада утворена в 1966 році.
- Територія ради: 11,336 км²
- Населення ради: 7 586 осіб (станом на 2001 рік)
- Територією ради протікає річка Чичиклея.

## Населені пункти
Селищній раді підпорядковані населені пункти:
- смт Веселинове
- с. Звенигородка
- с. Кременівка

## Склад ради
Рада складається з 26депутатів та голови.
- Голова ради: Румянцев Олександр Валерійович
- Секретар ради: Шевченко Ольга Андріївна